# Steencel

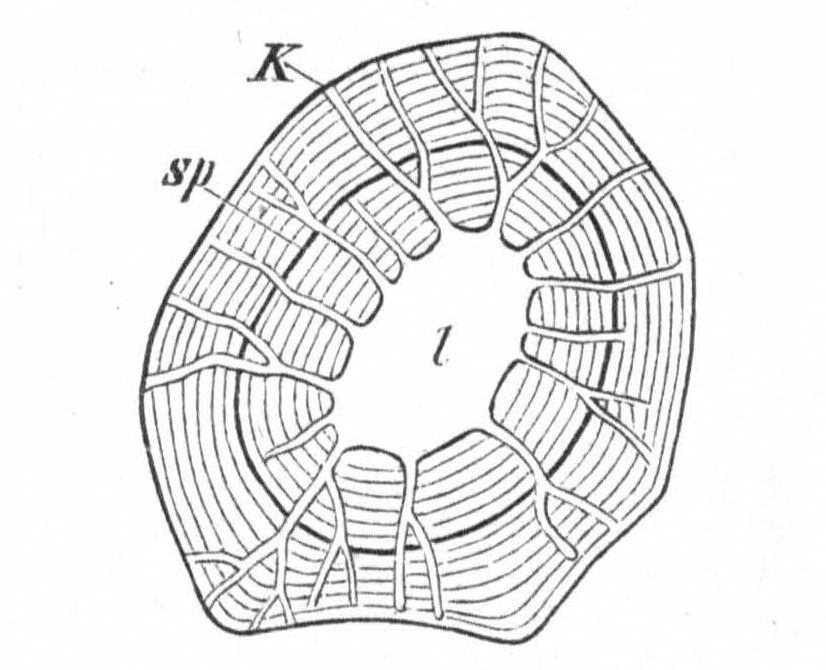
Steencel uit een Dahliaknol. l = celholte, K = stippelkanaal

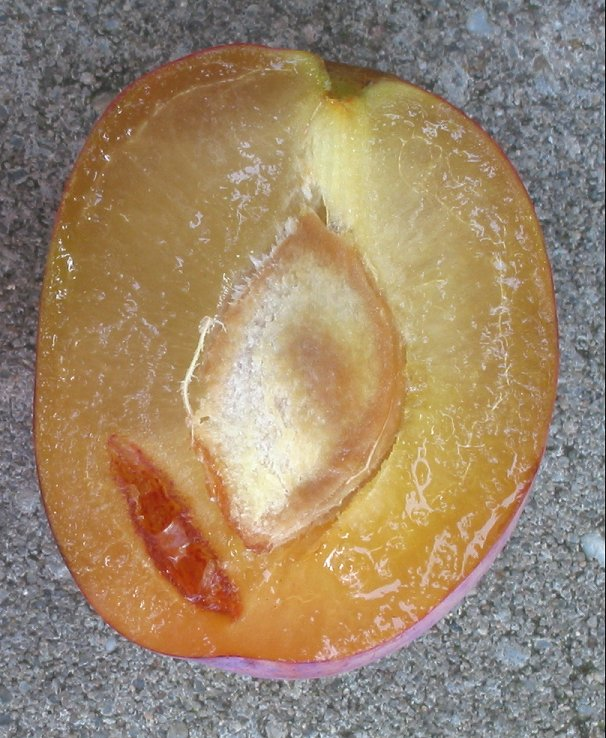
Steenvrucht: pruim 'Reine Victoria' in lengte doorgesneden

Een steencel of sclereïde is een verdikte en verhoute sclerenchymcel of parenchymcel. Verhoute sclerenchymcellen komen voor in het vruchtvlees van bijvoorbeeld een stoofpeer of in het endocarp bij steenvruchten. Verhoute parenchymcellen komen als steencel voor in de schors. Steencellen hebben meestal vele, vertakte stippelkanalen. De inhoud van een steencel is dood of bestaat uit bijvoorbeeld looistofderivaten, kristallen enz.
Een steencel met puntige, onregelmatig gevormde stralen wordt een spicula of asterosclereïde genoemd en komt onder andere voor in het bladmoes, schors en merg bij thee, magnolia en vele soorten van de heidefamilie. Ze kunnen apart als idioblast voorkomen, maar ook in groepjes of gehele lagen.